# 三谷町 (蒲郡市)
三谷町（みやちょう）は、愛知県蒲郡市の地名。

## 地理
蒲郡市南東部に位置する。東は大塚町、南は三河湾に接する。

## 歴史

### 人口の変遷
国勢調査による人口および世帯数の推移。
| 2000年（平成12年） | 3738世帯 10868人 |  |
| 2005年（平成17年） | 3852世帯 10551人 |  |
| 2010年（平成22年） | 3984世帯 10447人 |  |
| 2015年（平成27年） | 4046世帯 10078人 |  |
| 2020年（令和2年）  | 3987世帯 9560人  |  |

## 交通
- JR東海道本線三河三谷駅[1]

## 施設
- 三谷温泉郷[1]
- 水産試験所[1]
- 蒲郡市立三谷小学校[1]
- 蒲郡市立三谷中学校[1]
- 蒲郡市立三谷東小学校[1]
- 蒲郡市立竹島小学校[1]
- 愛知県立三谷水産高等学校[1]
- 高野山真言宗金剛寺[1]
- 浄土宗西山深草派観音寺[1]
- 曹洞宗光昌寺[1]
- 八剱神社[1]
- 若宮社[1]

### WEB
1. ↑  “愛知県蒲郡市の町丁・字一覧”.   人口統計ラボ. 2024年1月22日閲覧。
2. 1 2  総務省統計局 (2022年2月10日). “令和2年国勢調査の調査結果(e-Stat) - 男女別人口，外国人人口及び世帯数－町丁・字等” (CSV). 2023年8月2日閲覧。
3. ↑  “愛知県蒲郡市の郵便番号一覧”.   日本郵便. 2024年1月22日閲覧。
4. ↑  “市外局番の一覧” (PDF).   総務省 (2022年3月1日). 2022年3月22日閲覧。
5. ↑  “ナンバープレートについて”.   一般社団法人愛知県自動車会議所. 2024年1月21日閲覧。
6. ↑  総務省統計局 (2014年5月30日). “平成12年国勢調査の調査結果(e-Stat) - 男女別人口及び世帯数 －町丁・字等” (CSV). 2021年7月20日閲覧。
7. ↑  総務省統計局 (2014年6月27日). “平成17年国勢調査の調査結果(e-Stat) - 男女別人口及び世帯数 －町丁・字等” (CSV). 2021年7月21日閲覧。
8. ↑  総務省統計局 (2012年1月20日). “平成22年国勢調査の調査結果(e-Stat) - 男女別人口及び世帯数 －町丁・字等” (CSV). 2021年7月21日閲覧。
9. ↑  総務省統計局 (2017年1月27日). “平成27年国勢調査の調査結果(e-Stat) - 男女別人口及び世帯数 －町丁・字等” (CSV). 2021年7月21日閲覧。

### 書籍
1. 1 2 3 4 5 6 7 8 9 10 11 12 13 14 15  「角川日本地名大辞典」編纂委員会 1989, p. 1660.